# 柳営補任
柳営補任（りゅうえいぶにん）は、江戸幕府の諸役人の任免記録。編者は幕臣の根岸衛奮（ねぎしもりいさむ）。江戸時代末期の成立。20巻（続編も含むと計25巻）。

## 概要
江戸時代の初期から幕末まで、幕府役人の任免記録を役職別に分類したもので、前職や異動年月日・加増石高も記載されている。原本は徳川宗家徳川恒孝所蔵。天保8年（1837年）正月編開始、安政5年（1858年）にいったん完成。ただし加筆され慶応期の記録も含む。のちに『柳営補任之余』（1巻）、『柳営補任巻之余』（乾坤2巻）、『柳営補任別冊』（乾坤2巻）の計5巻が増補された。
本来、江戸幕府の任官は江戸幕府表右筆付属の分限帳改役で公的な記録はなされた。けれども公的記録は伝わらず、江戸期を通じて個人編纂による任免記録が利用された。なかでも徳川家所蔵の柳営補任が最も整理されている。役職を多く網羅し、他の類書が江戸時代中途で終わるのに対して幕末の記録もあり、貴重な史料である。また江戸時代を通じての記録のため、通覧にも便利である。
しかし私撰のため誤写や誤字などで不正確な部分もあり、『徳川実紀』や『寛政重修諸家譜』など他史料による傍証が必要となっている。特に幕府職制が定まる寛永年間以前は不正確度が高い。
『大日本近世史料』（東京大学史料編纂所刊行）に続編の5巻も含めた計25冊で収録されている。
また、編者の根岸衛奮は『耳袋』の著者根岸鎮衛の曾孫にあたる。明治9年（1876年）8月3日没。